# Острув-Каліскі
Острув-Каліскі (пол. Ostrów Kaliski) — село в Польщі, у гміні Бжезіни Каліського повіту Великопольського воєводства.
Населення — 275 осіб (2011).
У 1975-1998 роках село належало до Каліського воєводства.

## Демографія
Демографічна структура станом на 31 березня 2011 року:
|          | Загалом | Допрацездатний вік | Працездатний вік | Постпрацездатний вік |
| -------- | ------- | ------------------ | ---------------- | -------------------- |
| Чоловіки | 133     | 23                 | 89               | 21                   |
| Жінки    | 142     | 29                 | 70               | 43                   |
| Разом    | 275     | 52                 | 159              | 64                   |